# Зигмунд фон Щаркенберг
Зигмунд фон Щаркенберг (на немски: Sigmund von Starkenberg; † между 11 май 1397 и 26 юни 1403) е благородник от род фон Щаркенберг в Тирол в Австрия, бургграф на дворец Тирол.

## Произход и наследство
Той е син на Ханс фон Щаркенберг и съпругата му Аделхайд фон Шена, дъщеря на Петерман фон Шена. Роднина е на графиня Ита фон Щаркенберг, омъжена за граф Вернер II фон Хабсбург († 1167).
Фамилията Щаркенберг се издига чрез женитби и купувания на една от най-могъщите благороднически родове в Тирол. През 12 век те създават замъка Щаркенберг при Таренц в Австрия. През 1330-те години те са в замък (Ной-)Щаркенберг, който построяват между 1310 и 1329 г.
Зигмунд фон Щаркенберг е бургграф на дворец Тирол; наследява през 1386 г. господството Грайфенщайн в Южен Тирол след смъртта на Фридрих фон Грайфенщайн.

## Фамилия
Зигмунд фон Щаркенберг се жени на 12 март 1378 г. за Осана фон Емс-Хоенембс († сл. 1407), наследничка на Шландерс, дъщеря на Рудолф I фон Емс-Шландерс († 30 март 1379) и Венделбург фон Ашау († сл. 1369). Те имат една дъщеря и вер. два сина:
- Барбара фон Щаркенбург († 1422/1430), омъжена I. пр. 3 юни 1405 г. за рицар Улрих фон Фройндсберг († сл. 1415), II. сл. 1415 г. за Улрих VI фон Мач-Кирхберг, граф на Кирхберг († между 22 януари 1443 и 10 януари 1444)[4]
- вер. Улрих фон Щаркенбург († сл. 1413/1423), женен ок. 1413 г. за Урсула фон Валдбург († 1438), дъщеря на Йохан II фон Валдбург († 1424) и Елизабет фон Монфор († 1422); 1407 г. участва в т. нар. „Фалкенсъюз“[5]
- вер. Вилхелм фон Щаркенбург († 1452, Шена), последен мъж от фамилията Щаркенберг, бяга от Тирол по време на войната срещу херцог Фридрих IV „с празните джобове“